# Jomarktjärnen
Jomarktjärnen är en sjö i Robertsfors kommun i Västerbotten och ingår i Kålabodaåns huvudavrinningsområde. Sjön har en area på 0,0921 kvadratkilometer och ligger 48 meter över havet.

## Delavrinningsområde
Jomarktjärnen ingår i det delavrinningsområde (713358-174821) som SMHI kallar för Utloppet av Jomarktjärnen. Medelhöjden är 52 meter över havet och ytan är 0,48 kvadratkilometer. Det finns inga avrinningsområden uppströms utan avrinningsområdet är högsta punkten. Vattendraget som avvattnar avrinningsområdet har biflödesordning 3, vilket innebär att vattnet flödar genom totalt 3 vattendrag innan det når havet efter 18 kilometer. Avrinningsområdet består mestadels av skog (80 procent). Avrinningsområdet har 0,09 kvadratkilometer vattenytor vilket ger det en sjöprocent på 19,5 procent.